# Лыжное двоеборье на зимних Олимпийских играх 1976
Соревнования по лыжному двоеборью на зимних Олимпийских играх 1976 в Инсбруке прошли с 8 по 9 февраля. Был разыгран 1 комплект наград. В соревнованиях приняло участие 34 спортсмена из 14 стран.

## Медалисты
| Вид     | Золото            | Серебро          | Бронза             |
| ------- | ----------------- | ---------------- | ------------------ |
| Мужчины | Ульрих Велинг ГДР | Урбан Хеттих ФРГ | Конрад Винклер ГДР |